# بلير مالكوم
بلير مالكوم (بالإنجليزية: Blair Malcolm)‏ هو لاعب كرة قدم بريطاني في مركز الوسط، ولد في 1997 في Cumbernauld ‏ في المملكة المتحدة. لعب مع نادي روس كاونتي.